# Thenneberg

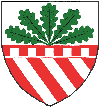

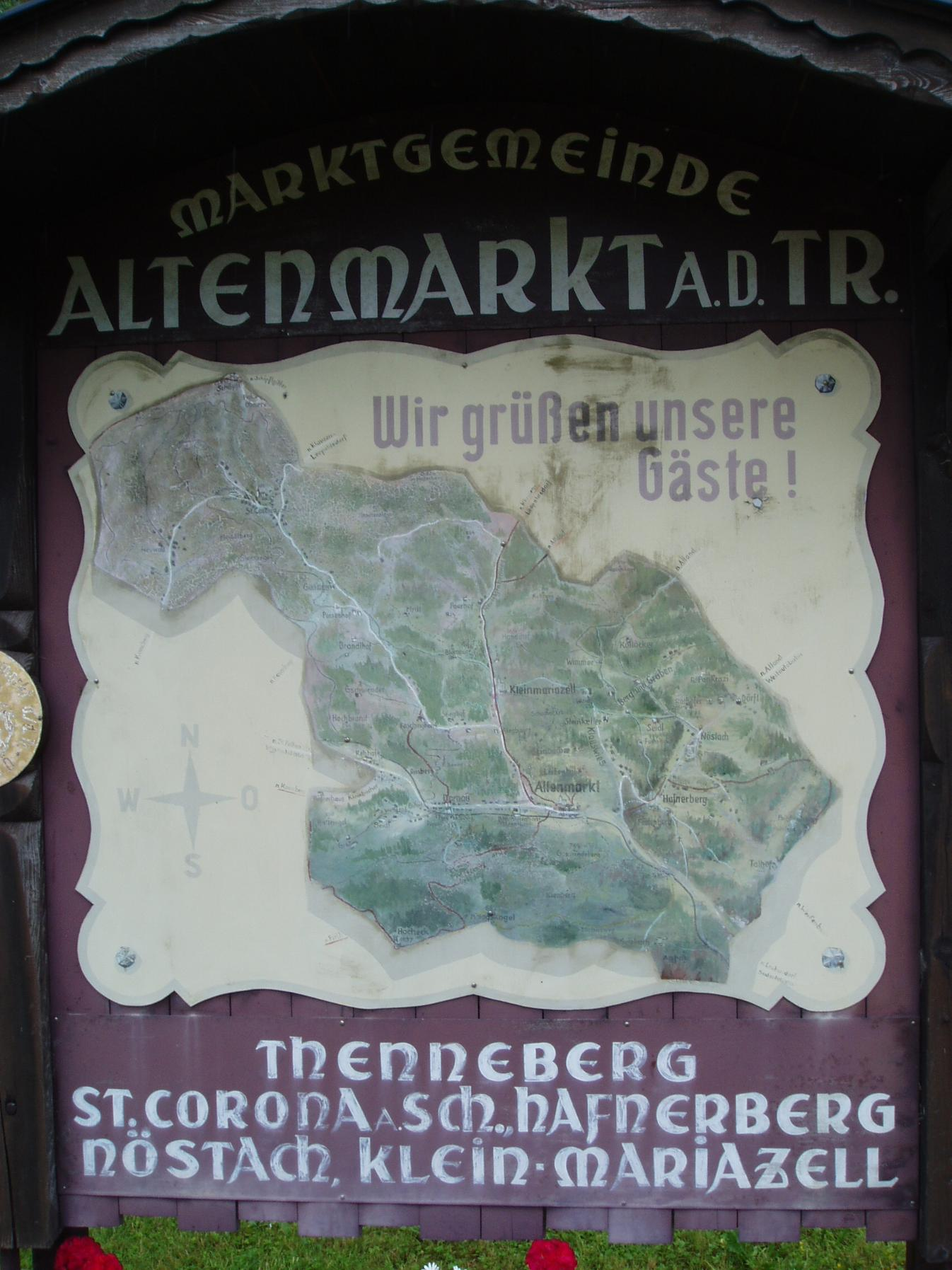
Karte der Marktgemeinde Altenmarkt an der Triesting

Thenneberg ist eine Katastralgemeinde von Altenmarkt an der Triesting und liegt zwischen den Gemeinden Altenmarkt und Kaumberg an der Hainfelder Straße B18 und an dem 2004 stillgelegten Streckenteil der Leobersdorfer Bahn.

## Geografie
Thenneberg wird durch die Triesting in zwei Teile geteilt, wobei der nördliche zum Wienerwald und der südliche bereits zum Alpenvorland zählt. Dabei zu erwähnen ist, dass mehr Menschen südlich der Triesting leben, da das Tal an dieser Seite (Triesting bis Hocheck) breiter ist als nördlich der Triesting. Durch Thenneberg führt auch der alte Pilgerweg Via Sacra.

Außerdem liegen zwischen Thenneberg und Kaumberg vier Grenzen (es gibt auch eine vier Grenzenbrücke über die Triesting):
- Grenze zwischen dem Bezirk Baden (Thenneberg) und dem Bezirk Lilienfeld (Kaumberg).
- Grenze zwischen dem Industrieviertel (Thenneberg) und dem Mostviertel (Kaumberg)
- Grenze zwischen der Gemeinde Altenmarkt und der Gemeinde Kaumberg
- Grenze zwischen der Erzdiözese Wien (Thenneberg) und der  Diözese St. Pölten (Kaumberg)

## Geschichte
Thenneberg war ursprünglich ein aus Einzelgehöften bestehendes Bauerndorf, das urkundlich um 1155 unter dem Namen Dornau erstmals erwähnt wird.
Im 17. Jahrhundert wurde Thenneberg zum Wallfahrtsort. Begonnen hat die Geschichte als Wallfahrtsort am 20. August 1637, als eine steinerne Säule mit dem leidenden Heiland von den Soldaten Michael Zorn, Georg Grell, Melchior Schniepp und Stefan Gebhardt (alle aus Wien) aufgestellt wurde. An dieser Stelle scheuten die Pferde des Abtes Jacob Pach (1752–1782) von Klein-Mariazell. Dieser betete zum leidenden Heiland und kam mit dem Schrecken davon. Als Dank dafür, dass er überlebte, ließ er an dieser Stelle zuerst eine Votivtafel anbringen, die von seiner Rettung erzählte. Später ließ er eine steinerne Kapelle erbauen, in der die Statue des leidenden Heilands untergebracht wurde. Als die Kapelle zu klein wurde, ließ sie der Abt 1764 zur Kirche erweitern.
Ebenfalls eine Sehenswürdigkeit ist das Scheder-Denkmal am Marktplatz, das dem mutigen Soldaten Ferdinand Scheder gewidmet ist, der am 7. Mai 1824 als zwölftes Kind des Ehepaares Joseph und Magdalena Scheder geboren wurde und am 28. Februar 1849 nach der Schlacht von Szolnok seinen Verletzungen erlegen ist (aufgrund seiner außergewöhnlichen Leistung erhielt er noch kurz vor seinem Tod die goldene Tapferkeitsmedaille).
Im Jahr 1944 zogen durch die Folgen des Krieges Batschka-Flüchtlinge (aus dem Banat) durch Thenneberg.
Gegen Ende des Zweiten Weltkrieges befand sich in Thenneberg ein Arbeitslager für ungarische Juden, die zur Zwangsarbeit herangezogen wurden.
Im Jahr 1945 fanden in Thenneberg letzte Kriegshandlungen statt, wobei viele Opfer in der Zivilbevölkerung zu beklagen waren. Der erste Bürgermeister von Thenneberg nach dem Zweiten Weltkrieg war Johann Mayr und der letzte Joseph Grundböck.
Ansonsten ist die Geschichte Thennebergs dieselbe wie die des Triestingtals. 
Die eigenständige Geschichte Thennebergs endet im Zuge der 1972 vollendeten Gemeindereform, wobei sämtliche Ämter und Schulen nach Altenmarkt verlegt wurden.
Um Thenneberg ranken sich auch viele Sagen, wie z. B. Die Maer von den wilden Frauen vom Mayr-Kogel. Der Mayr-Kogel gehört heute noch zu einem der ältesten Bauernhöfe Thennebergs, dem sogenannten Karl-Hansel-Hof, der nach dem Dreißigjährigen Krieg erbaut wurde.

## Sehenswürdigkeiten
- Kirche mit Schederdenkmal am Marktplatz
- Linde am Reisberg (etwa 900 Jahre alt – neun Männer können den Stamm nicht umfassen!)
- Hocheck-Schutzhaus (auf halbem Weg befindet sich die Dr. Mattras-Quelle)
- Der Bahnhof von Thenneberg, der im Jahr 1877 erbaut wurde.
- Der Friedhof von Thenneberg, wo nach der 2. Türkenbelagerung 1683 ein Massengrab für die gefallenen Türken angelegt wurde, und in dem nach 1945 auch Russen begraben wurden.
- Kapelle in der Dornau, die an die Auseinandersetzungen zwischen Kaumbergern und Thennebergern erinnert. Ein Thenneberger wurde schwer verletzt und als Dank, dass er überlebt hat, spendeten die Kaumberger eine Kapelle.
- Die Statue zum 50-jährigen Regierungsjubiläum von Kaiser Franz Joseph I.

## Persönlichkeiten
- Josef Balber (* 1962), Landwirt, Politiker und Abgeordneter zum Landtag von Niederösterreich

## Bilder

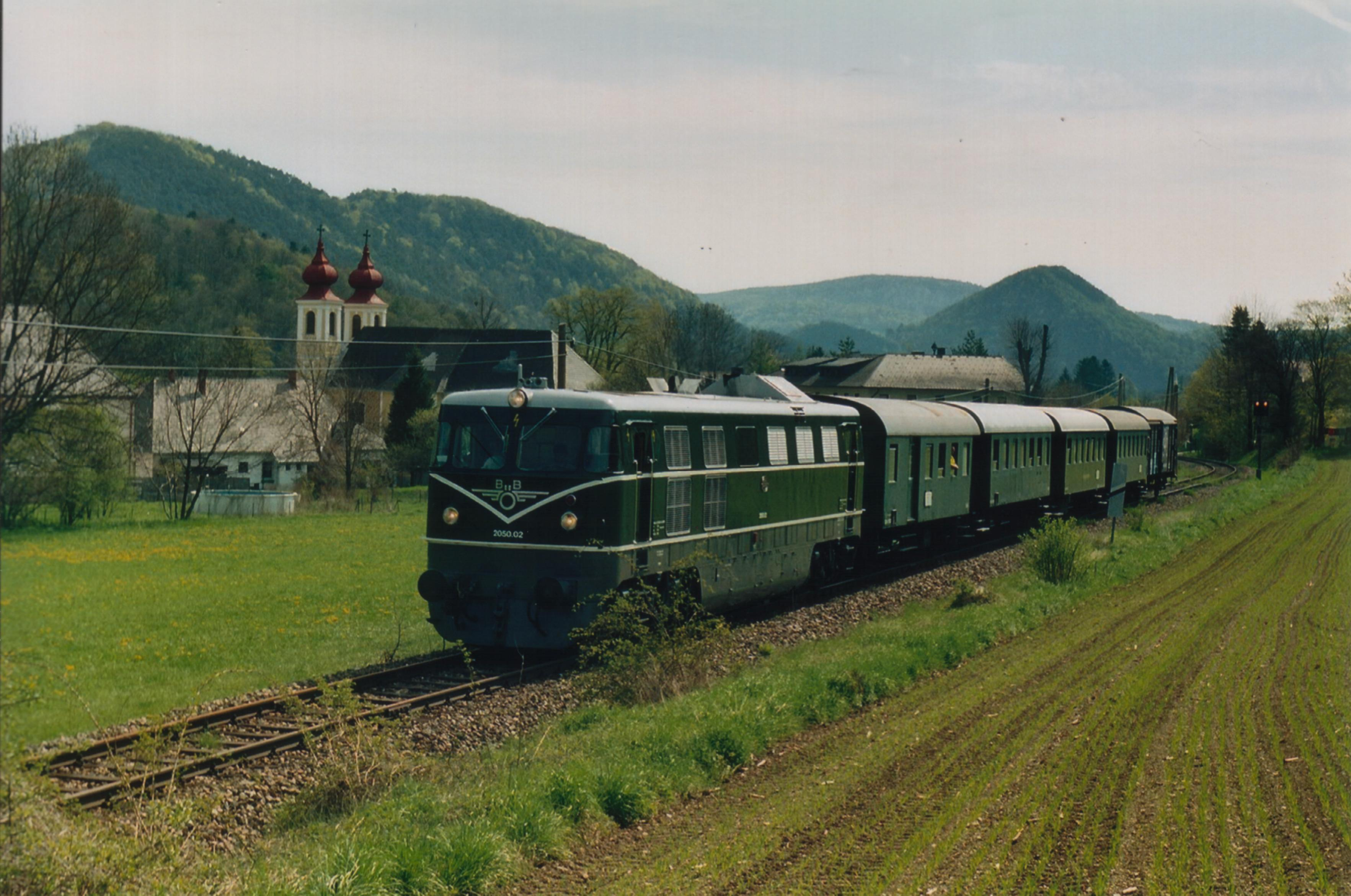
Der erste Triestingtalexpress gezogen von der 2050.02 am 1. Mai 2005 in Thenneberg. Im Hintergrund ist die Kirche zu sehen.
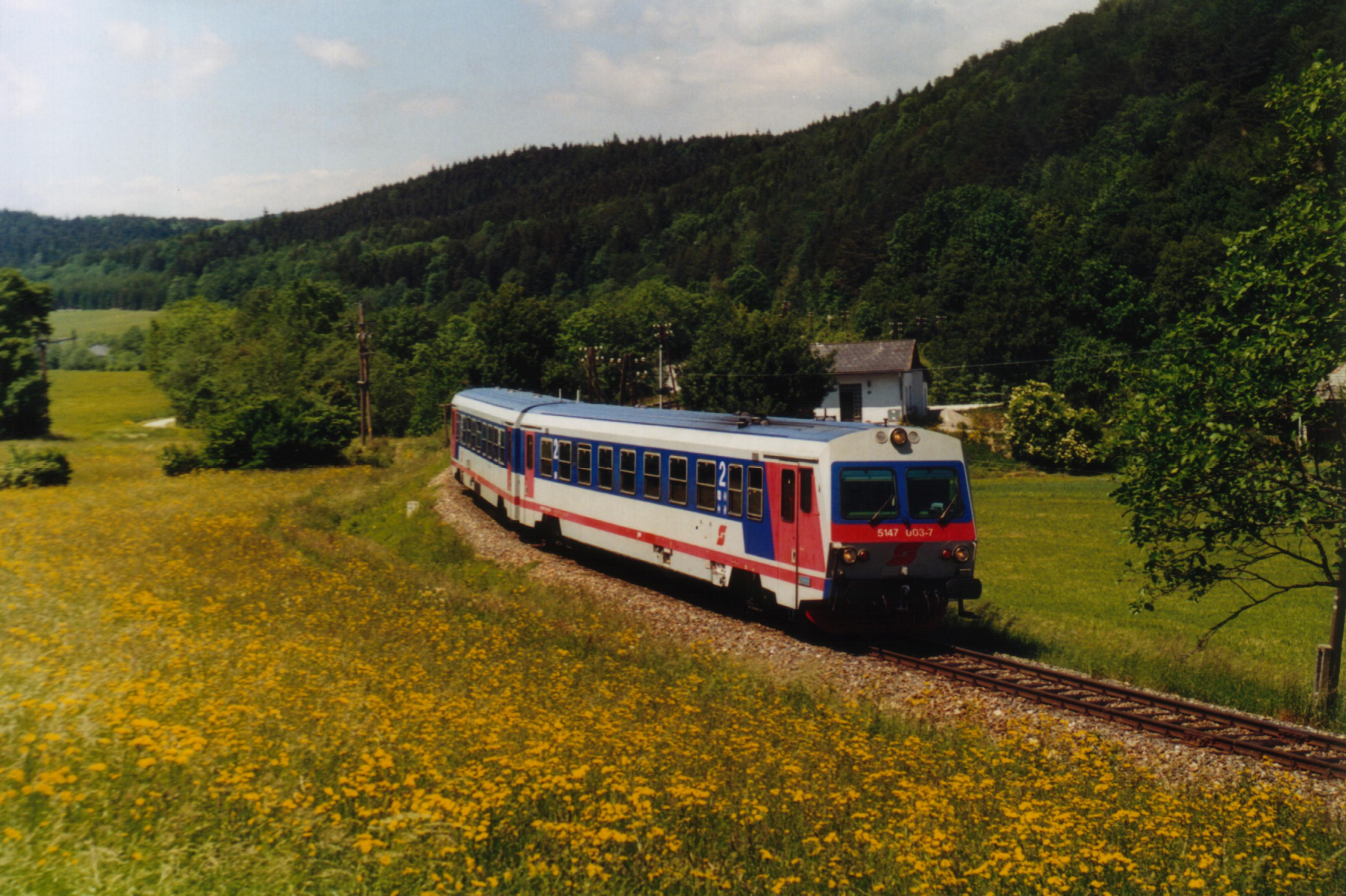
ÖBB 5147 auf der Leobersdorferbahn bei Thenneberg
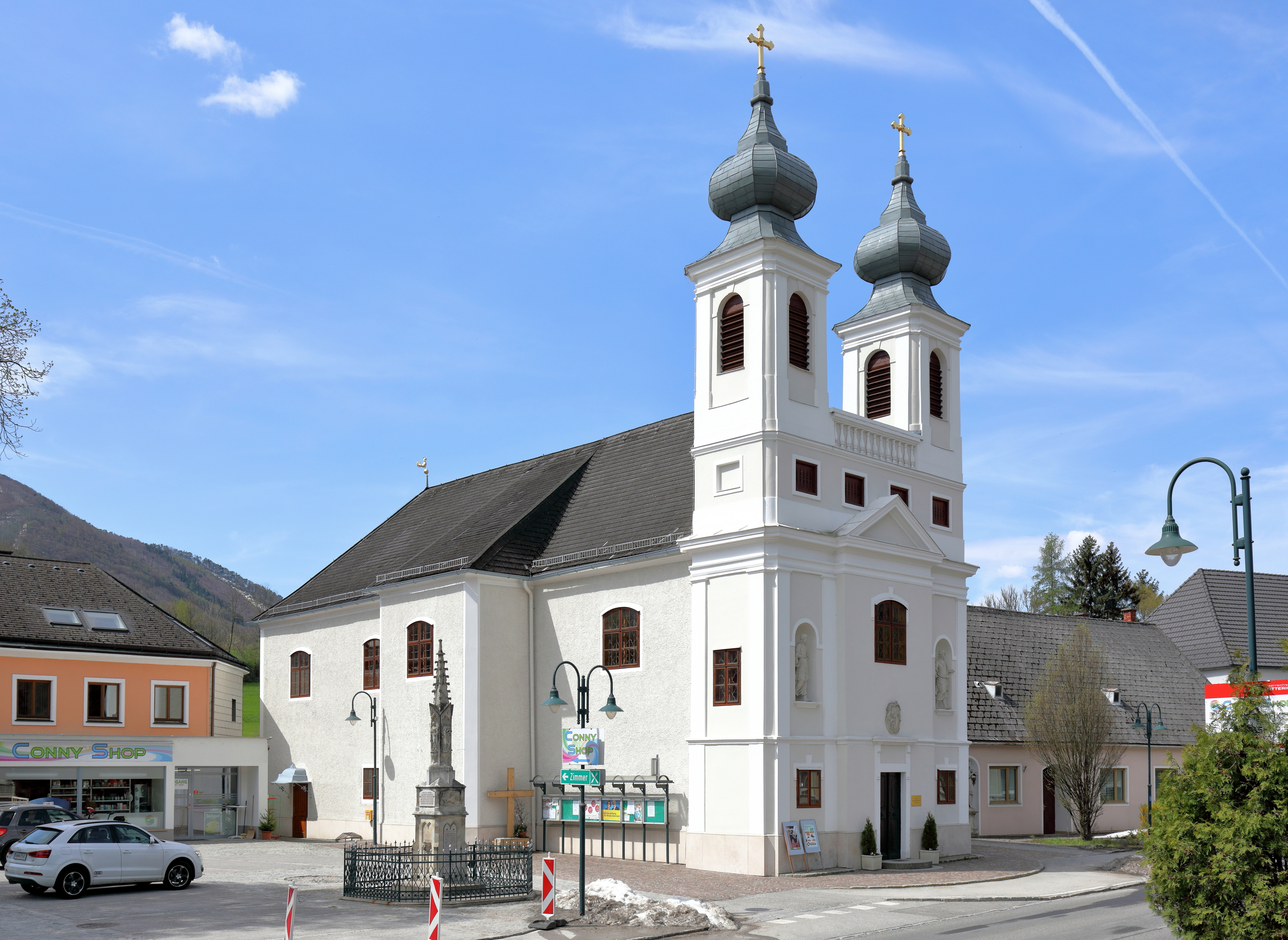
Die Wallfahrtskirche in der Dornau (Thenneberg); davor das Schederdenkmal, welches an die Revolution von 1848 erinnert
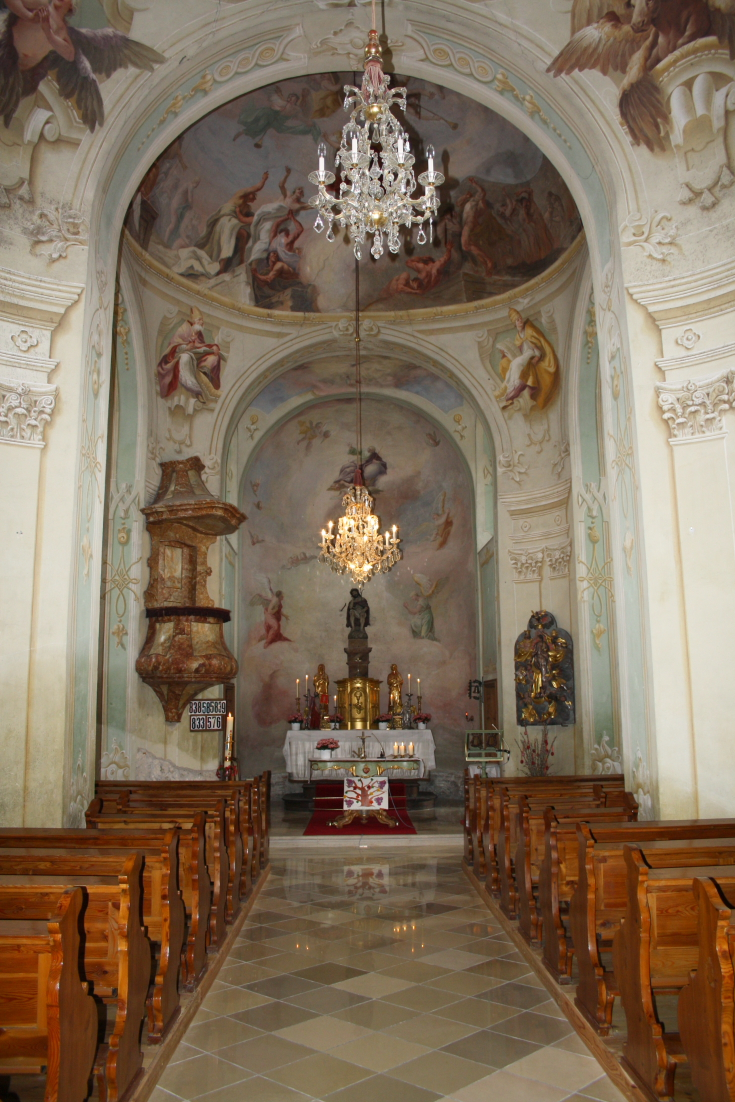
Innenansicht der Wallfahrtskirche